# Dermestes peruvianus
Dermestes peruvianus är en skalbaggsart som beskrevs av François Louis Nompar de Caumont de Laporte 1840. Dermestes peruvianus ingår i släktet Dermestes och familjen ängrar. Arten är tillfälligt reproducerande i Sverige. Inga underarter finns listade i Catalogue of Life.

## Bildgalleri